# Parque provincial Ernesto Tornquist
El Parque provincial Ernesto Tornquist (Parc provincial Ernesto Tornquist) és una àrea protegida argentina, situat al sud-oest de la província de Buenos Aires, en la partida de Tornquist, a la vora de la Ruta Provincial 76 a l'altura del quilòmetre 225. Està enclavat a la zona central del Sistema de Ventana, conegut pels aborígens com Casuhati.
Posseeix una superfície de 6718 ha i compta amb un campament a la base del Cerro Ventana, una sendera cap al forat en el seu cim —formació natural que dona el nom a aquest serrat declarada Monument Natural el 1959— i un centre d'interpretació en el sector administratiu situat al peu del turó. Es troba a 22 km de la localitat turística de Sierra de la Ventana, a 27 km de la localitat de Tornquist, cap del districte i a 100 km de la ciutat de Bahía Blanca.
El Parc Ernesto Tornquist va ser constituït amb diversos objectius biològics, i posseeix un jardí botànic que estudia i protegeix diverses espècies endèmiques i rares, pròpies de la serra Ventana, amb poblacions molt reduïdes o confinades a un hàbitat específic. Aquestes espècies presenten una gran vulnerabilitat, atès que fora dels seus límits no s'han trobat exemplars o no està garantida la seva supervivència. Les plantes endèmiques de major risc són Polygala ventanensis i Sisymbrium ventanense, les quals tenen una demografia agrupada i les seves poblacions estan conformades només per uns pocs individus.

## Geografia

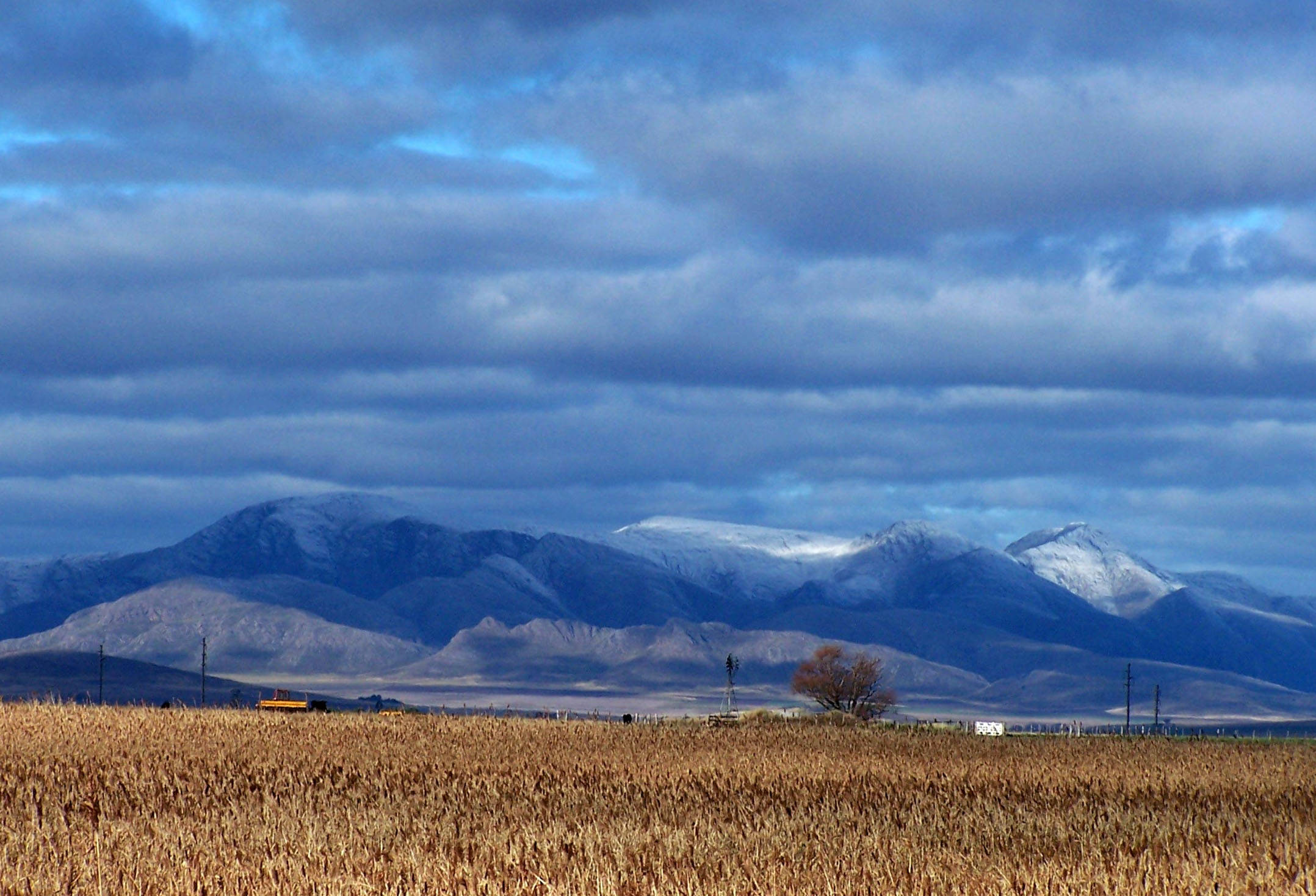
Panoràmica del sistema de Ventana

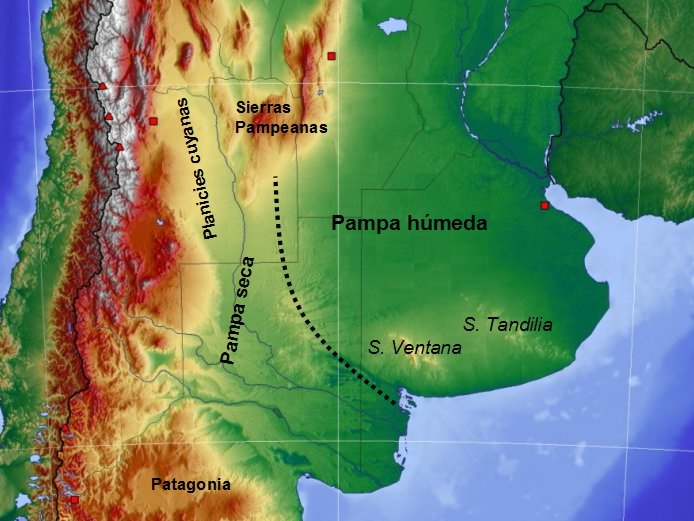
Regió de la Pampa

El Parc Provincial Ernesto Tornquist està enclavat al centre del Sistema de Ventana, també denominat «Serres Australs de la província de Buenos Aires». Aquest sistema s'estén per 170 km en direcció nord-oest sud-est i abasta una superfície de vora 480 000 ha, emplaçades entre les coordenades 37° 31′ S, 62° 50′ O / 37.517°S,62.833°O /, i 38° 23′ S, 61° 13′ O / 38.383°S,61.217°O /, Està conformat per tres cordons principals, identificats com a Serres de la Ventana, Serres de las Tunas i Serres de Pillahuincó, amb altures màximes de 1243 msnm, 650 i 550 msnm respectivament, i quatre sistemes serrans menors coneguts com a Serres de Curamalal, Serres de Bravard, Serres de Puán i Serres de Chasicó. ct
El clima és temperat, amb major humitat a les zones d'entreserres; les precipitacions oscil·len entre els 500 i 800 mm anuals i les èpoques més plujoses són la primavera, finals de l'estiu i principis de la tardor. La temperatura mitjana de l'estiu és de 20,5 °C, amb una màxima absoluta de 40 °C, i a l'hivern fa una mitjana de 8 °C i es produeixen gelades i ocasionalment algunes nevades. Gràcies al sistema hidrogràfic de la zona, el parc és la conca de naixement del riu Sauce Grande, i atès que aquest és un dels principals recursos d'aigua per a la ciutat de Bahía Blanca, és necessària la protecció del mateix per prevenir qualsevol tipus de contaminació. Aquest lloc es troba solcat per valls transversals i del mateix també neixen rierols com el riu Sauce Chico, rierol del Loro i el rierol Ventana.

## Història

### Primers habitants
El sistema de Serra de la Ventana s'ha destacat dins de la zona coneguda com la regió pampeana per ser una àrea ideal pel sustentament dels grups humans primitius, ja que s'hi concentren abundants recursos indispensables per a la subsistència com el proveïment permanent d'aigua potable, l'abundància de preses de caça i una gran varietat de fruits comestibles. D'altra banda, gràcies a la seva accidentada geografia de pendents abruptes, barrancs, precipicis i afloraments rocosos, la regió del parc proveïa als seus habitants d'un resguard natural davant les inclemències del clima i era una important font de grans recursos lítics. S'estima que els primers humans van arribar a l'àrea de Serra de la Ventana fa 6000 anys; però les evidències arqueològiques més evidents, que es troben al llarg de les conques dels rierols i en les costes de les llacunes properes al sistema serrà, són datades amb uns 3000 anys d'antiguitat. L'abundant presència de llocs decorats amb diferents expressions d'art rupestre donen evidències dels vincles socials i ideològics que van desenvolupar els primers habitants del Sistema de Ventània.

### Pobles originaris
El primer grup ètnic identificat amb un nom específic per a aquesta regió és la nació «chechehet», situada en una àmplia àrea de circulació ja que era un poble nòmada de caçadors i recol·lectors. Aquests grups ètnics recorrien tota l'àrea que va des del riu Negro fins al nord de l'actual província de Buenos Aires, i el pas estratègic o punt de descans sempre van ser les serres Casuhati. Els grups d'aborígens que circulaven al llarg de tota la regió pampeana pertanyien a un grup o ètnia majorment coneguda com a «pueltxes».

El sacerdot jesuïta Tomás Falkner (1702 – 1784) va ser un dels primers etnòlegs que va actuar a la regió del Sistema de Ventània. Comissionat pel Govern de la Corona Espanyola, va romandre gairebé quaranta anys treballant com a missioner, on va realitzar nombroses exploracions i va apilar gran quantitat d'informació sobre els indígenes, la fauna, la flora i els accidents naturals del territori i va detallar la interrelació de diversos grups ètnics en aquesta àrea. A més, fou el primer a viure entre la nació «chechehet» a la regió del Casuatí. El poble «chechehet» era identificat pels espanyols com els «serrans» i Falkner relata en el seu llibre:
| « | «Els Chechehets que viatgen al riu Colorado, van directament al Vuulcan, aproximant-se més cap a la costa, i passen entre el Casuhati i el mar, unes 15 llegües a l'est d'aquell turó, i altres tantes a l'oest de la mar; perquè així eviten un gran desert dunar, al qual anomenen Huecuvu Mapu o el País del Diable, en què podrien perir ells i les seves famílies si arribés a aixecar-se una tempesta de vent i els prengués en la travessia». | » |

També identifica als «tehuelhets», coneguts pels espanyols com a «indis patagonis», i els «pehuenches», i identifica a altres grups menors anomenats «taluhets» i «diluihets», coneguts com a «indis pampa» i subdivideix altres grups menors propis de les serres com els «leuvuches, els «calille-het», els «chulilau eunnees», «sehuaun-cunnes», i «yacana-cunnees».

### Colonització espanyola
El Casuhati, era l'hàbitat de diversos grups indígenes al moment de l'arribada de les missions jesuïtes a les terres conquistades per la Corona Espanyola. Els primers mapes de l'Argentina on apareix el nom “Casuhati” també els realitza Falkner, i els publica per primera vegada en la seva obra Descripción de la Patagonia de 1735, on descriu les costes del virregnat de Buenos Aires i la regió del Sistema de Ventània.
En aquesta època Falkner relata que un dels majors impediments en els avanços de la frontera, detinguda precisament en les serres Casuhati, era el cacic Cangapol, sobrenomenat pels espanyols com "El Brau", que a l'agost de 1751 va destruir les Reduccions Jesuítiques de «Los Desamparados» i les d'«El Pilar». En aquestes reduccions els espanyols, al llarg del segle xvii, van proveir als nadius abundants quantitats d'aiguardent la qual cosa va significar un important procés de transformació en les seves estructures socio-culturals. Per aquest motiu i per l'avançada de la colonització espanyola per a finals del segle XVII els pobles araucans ja comerciaven amb els espanyols les seves manufactures locals: sal, cavalls i bovins. Pel que fa a la zona específica del Parc Tornquist, cal destacar que està emplaçat en un pas transitable naturalment entre les altes muntanyes, per on els nadius portaven el seu bestiar, per mitjà de camins oberts entre els boscos natius anomenats "rastellades" i molts dels llocs de tancament s'establien en la planes adjacents a les serres, d'on obtenien una font segura d'aigua neta.

És en aquest entorn que el cacic Cacapol, i el seu fill Nicolás Cangapol, instal·lats en els voltants del rierol Sauce Gran, al peu del Turó Ventana, llançaven atacs als primitius camps pertanyents a les colònies enemigues. Les cartes dels tinents al comandament de campanyes militars de l'any 1740, narren:
| « | desde el norte de la Patagonia hasta la Sierra de la Ventana, los indios de lengua araucana eran ya una presencia regular y sumaban fuerzas no menores que las de los caciques autóctonos Cangapol, Yahati i Calelian. | » |

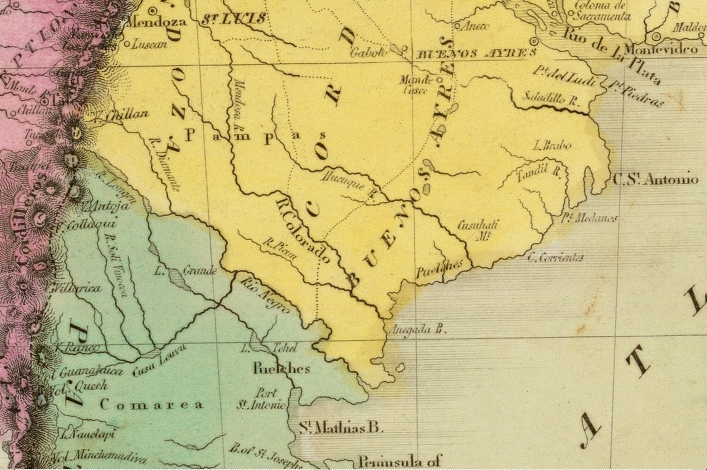
Mapa de 1833, assenyalat com Cusuhati Mt.

Durant les seves expedicions al sud de la Patagonia, Charles Darwin cita:
| « | "Antigament la serra de la Ventana era un dels seus llocs preferits i fa tres o quatre anys s'ha lluitat molt en aquest lloc. El meu guia va estar en un d'aquests combats, on molts indis van perdre la vida. Les dones van aconseguir arribar al cim de la muntanya i allà es van defensar amb valor, fent caure grans pedres sobre els soldats. Moltes d'elles van aconseguir posar-se fora de perill". Charles Darwin, 1833. | » |

Amb el corriment de la "línia de conquesta" de la campanya del desert i a partir de 1876 quan s'estableix el Fort Argentí sobre la conca del riu Sauce Chico, els camps a l'oest del Casuhati ja eren coneguts com "La Serra de la Ventana" i la població aborigen de "les pampes" era gent pacífica que es relacionava amb els espanyols, que gradualment els van anar assimilant per aquests poblats en constant expansió. La majoria d'aquests camps i turons van ser adquirits en 1886 per Ernesto Tornquist, qui va iniciar la formació d'una colònia agrícola fraccionant els camps, per a la seva posterior venda als nous colons que s'establien a la regió. El 1905 es crea el partit de "Les Serres" (Actualment Partida de Tornquist), situant el poble de Tornquist sobre l'estació del ferrocarril per a l'assentament de les autoritats.

### Creació del parc

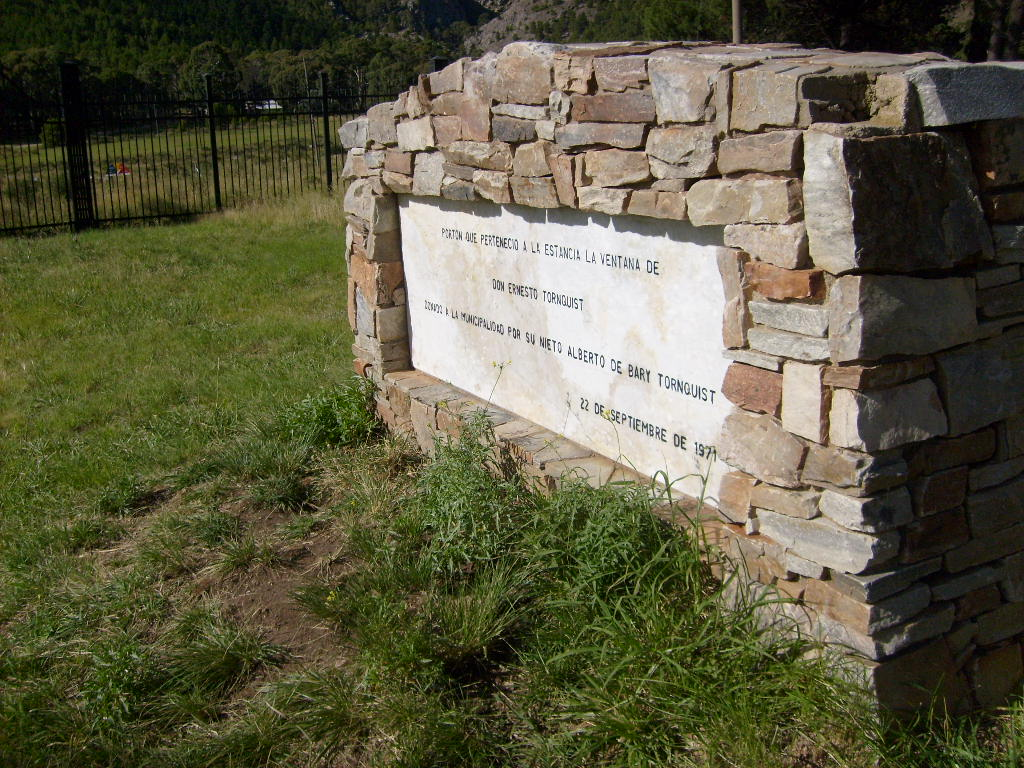
Placa commemorativa de la donació de la "Estada Ventana" per part del Sr. Alberto de Bary Tornquist.

El parc provincial va ser creat el 1937 per la Llei Provincial Núm.5 421/1958 sota el mandat del llavors governador de la Província de Buenos Aires Dr. Manuel A. Fresco, el qual creà diversos parcs més. Particularment les terres que constitueixen el Parc Provincial Ernesto Tornquist van anar incorporant-se en etapes i el primer lot va ser un camp de 583 ha conegut com "La Blanqueada" on neix el Riu Sauce Grande donat a l'estat en 1936 pel seu propietari Martín Tornquist, qui a més l'11 de maig de 1937 amb la presència del Governador Fresco, el Ministre d'Obres Públiques, enginyer José María Bustillo, va vendre en un preu inferior a la valoració fiscal el lot "El Abra" de 2.499 ha on s'eleva el Turó de la Ventana que és la formació natural que dona nom a tot el sistema serrà i va ser declarat Monument Natural el 1959; aquest mateix dia també va vendre a meitat de preu el camp conegut com "El Avestruz" de 722 ha.
Posteriorment el 1940 l'Estat va expropiar 2.893 ha pertanyents a uns lots que hi fitaven conformant així la superfície actual del parc que és de 6.707 ha. D'aquestes, 700 ha van passar després al domini del Ministeri d'Educació i a partir de l'any 1958 4876 ha van ser declarades com a Reserva Integral de Flora, Fauna i Gea amb accés vigilat (segons la Conferència Internacional per a la Protecció de la Naturalesa, Brunnen, Suïssa realitzada al juliol de 1947) i ratificada pel decret 19322/57. La resta dels lots es troben dins de la definició de "parc" i el puig Ventana va ser declarat "monument natural amb grau de protecció", establert en la Convenció sobre la Protecció de la Flora, Fauna i de les Belleses Escèniques Naturals dels Països d'Amèrica a Washington D. C. l'any 1940.

## Bioma
El parc integra el districte fitogeogràfic de la Pampa Austral, de la província fitogeogràfica Pampeana. És una excepció a la resta de l'àrea pel seu clima, mitjana de pluges, i altitud; per exemple, té dins de la seva formació orogràfica al turó Ventana, de 1134 msnm, que és de lluny una altura molt superior a la mitjana de la regió pampeana. Per aquestes característiques especials, el parc és l'hàbitat de les iguanes de coure (Prystidactylus casuhatiensis), que en general solen ser albirades a la primavera i estiu i té almenys tres espècies vegetals també considerades com a endèmiques: el llantén platejat (Plantago bismarcki), Festuca ventanicola i Senecio ventanensis.

### Flora
Florísticament pertany al Districte fitogeogràfic Pampeà Austral de la Província fitogeogràfica Pampeana. Més de 300 espècies de plantes vasculars conformen l'enorme diversitat de la flora autòctona i forana del parc, distribuïdes al llarg de la base dels turons, en les barrancades dels rierols i a les valls, tals com les típiques gramínies, que constitueixen la formació vegetal dominant d'aquesta regió i entre les quals es destaquen la Stipa ambigua, Nasella neesiana, cards, les foranes abrepuños (Centaurea calcitrapa i Centaurea solstitialis), paja colorada (Paspalum quadrifarium) i la pastura de vaca que és molt buscat pels animals domèstics. En els llocs més humits es troben els gineris o plomalls, que apareixen tant en valls com en els vessants.

#### Àrees Valuoses de Pasturatge (AVP)

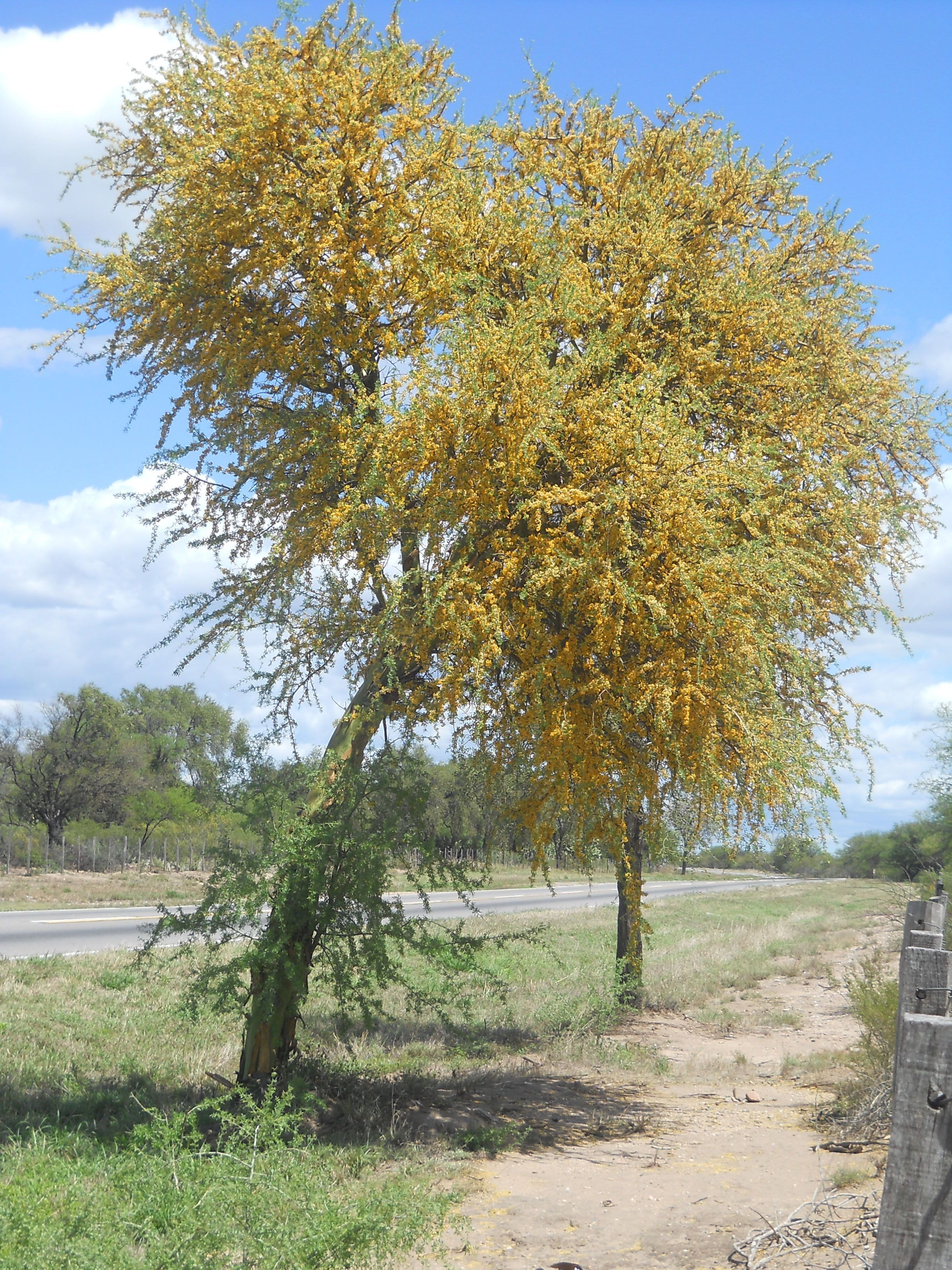
Chañar en floració.

El Parc provincial Ernesto Tornquist, com a reserva, ha estat inclòs entre les Àrees Valuoses de Pasturatge (AVP) identificades per a Argentina, Uruguai i sud del Brasil. El parc preserva abundants pastures de cabell d'àngel, resistent a forts hiverns. Aquesta espècie creix en els barrancs del parc juntament amb les enormes cortadèries, anomenades localment "cua de guineu", que segueixen els cursos d'aigua i són un hàbitat important per a moltes espècies d'aus.
També el Blechnum chilense (nom comú costella de vaca) es troba en les riberes dels rierols serrans i coves molt humides De grans branques llenyoses i rizomes reptants, és la falguera erta de major port, aconseguint fins a 1 metre d'altura.
Entre les espècies més grans es troben els chañares, els falsos pebrers, Brusquilla verde (Prosopidastrum angusticarpum), Brusquilla (Discaria americana) i Baccharis latifolia.

#### Espècies endèmiques
També es desenvolupen en alguns llocs grups plantes d'endèmiques de Ventània, exclusives d'aquestes serres, entre les quals es pot esmentar a Plantago bismarckii conegut com a llantén platejat o pinito platejat, que en general creix en els clapers de pendent suau. Es tracta d'un arbust llenyós que es desenvolupa en forma de "bola" i és l'espècie considerada "emblema del Sistema de Ventània", encara que presenta problemes de conservació.
També hi ha gramínies com la "pastura de les serres" Festuca ventanicola. És una herba que forma mates sedentàries i semicirculars en les parts altes de les serres, de fullatge de làmines fines verd-blavenques. Encara que ben adaptada a les gelades i nevades molt freqüents a l'hivern i tolerant a les sequeres que afecten al sistema de Ventània, és una de les espècies afectades pels intensius pasturatges d'animals forans que s'han naturalitzat al parc i la regió.
Altres espècies endèmiques són el Senecio ventanensis i les margarides dels cims (Grindelia ventanensis), exclusives de sistema de Ventània, que es desenvolupen a gran altura en els cims i només floreixen a l'estiu. Lupinus aureonitens, endèmic de tota la regió Pàmpica, es desenvolupa també al parc però la seva conservació es troba amenaçada. Les "rosaditas" (Olsynium junceum subsp. lainezii), de flors molt boniques a la primavera, només creixen en el sistema de Ventània i el sistema de Tandilia, entre pasturatges de les serres. Una altra espècie endèmica és la malva de les serres (Pavonia cymbalaria) que només creix en ambients rocosos. La poa de les serres (Poa iridifolia), una altra de les espècies endèmica dels Sistemes de Ventània i del sistema de Tandilia, es desenvolupa en els clapers abruptes i humits en les parts altes del sud-oest de les serres en la tardor-hivern i floreix des de la primavera primerenca fins a l'estiu, és tolerant als sòls pobres, al vent i al fred i és utilitzada per controlar l'erosió de les rieres seques.

#### Altres espècies

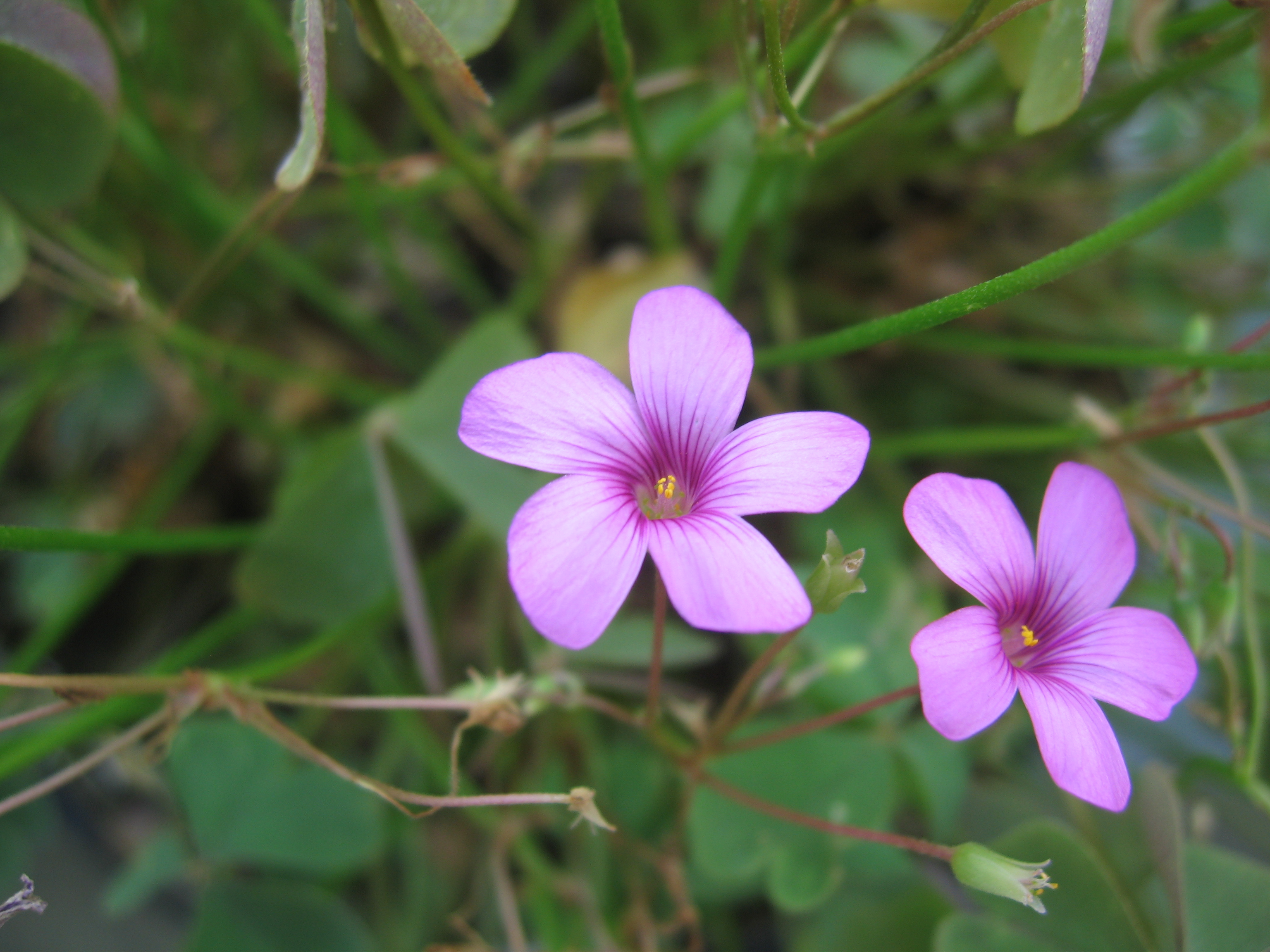
Oxalis articulata (vinagrillo rosat)

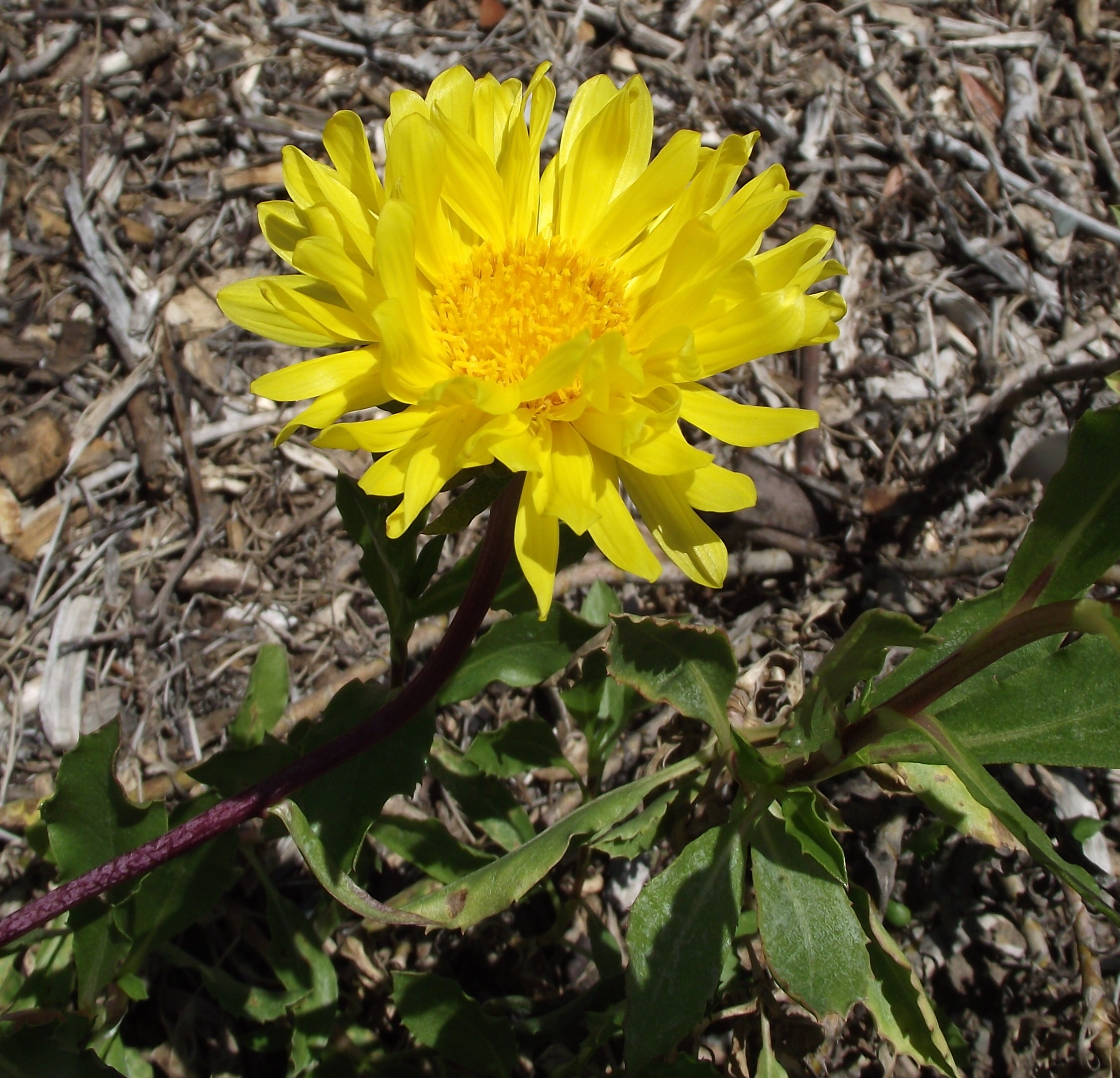
Grindelia chiloensis

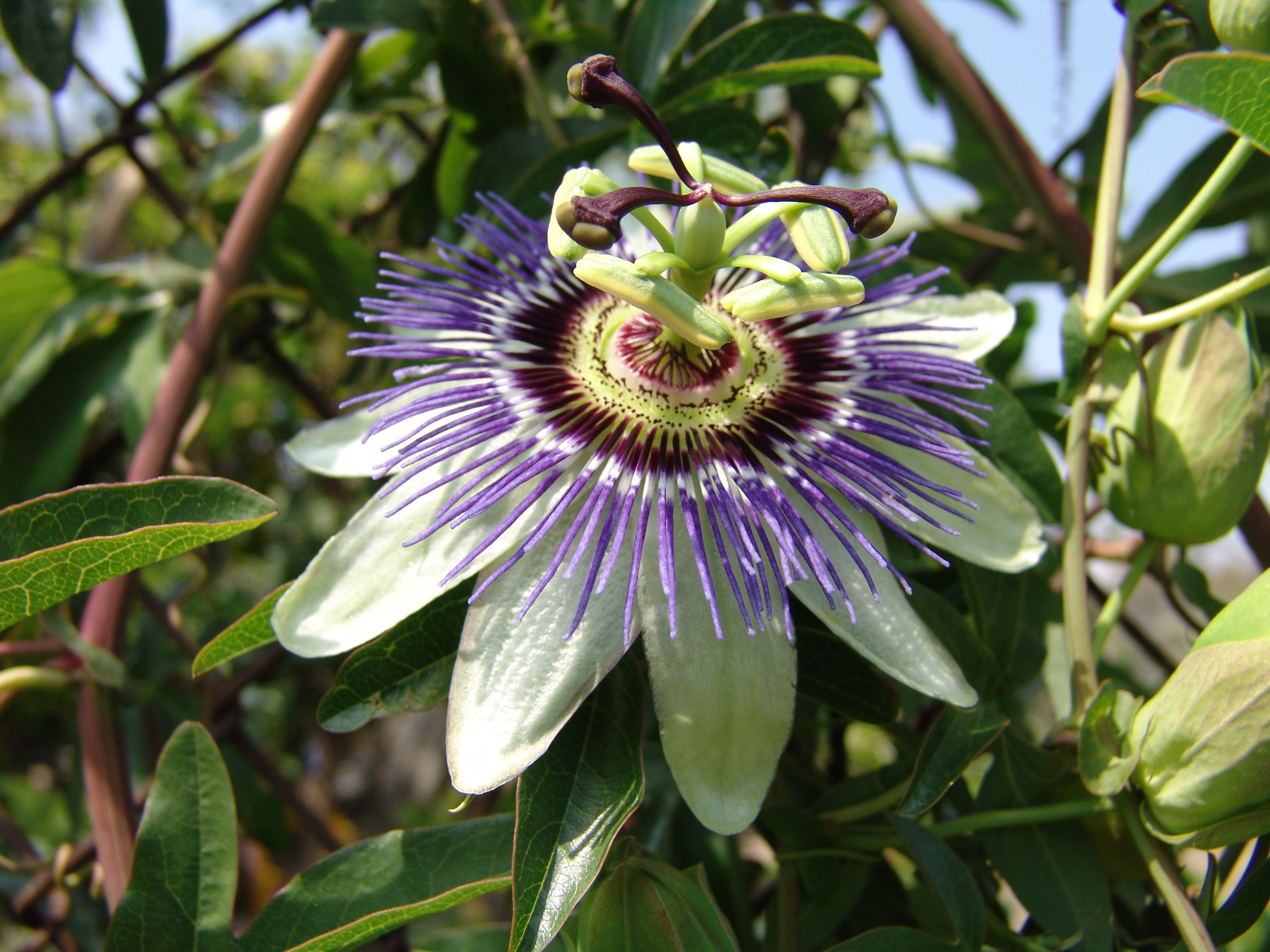
Passiflora caerulea (Mburucuyá o passionera)

Una espècie no endèmica del Sistema de Ventània però sí exclusiva de la regió pampeana i que es desenvolupa dins del parc és el «vinagrillo» o agret rosat. Comú a les vores de camins, floreix a la primavera, estiu i tardor i els seus tubercles són comestibles. Unes altres són la flor de seda (Portulaca grandiflora), que creix en els vessants baixos del parc i s'obre al migdia i la topa topa (Calceolaria parviflora), que només es troba en els clapissars alts en les serres.
Dins dels clapissars també s'observen nombrosos líquens (simbiosis de fongs i algues) i diverses plantes resistents a les sequeres, tals com clavells de l'aire i falgueres situades a les bases de les grans pedres i entre les fissures de les roques i algunes espècies de cactus baixos.
En les parts altes de la serra trobem plantes característiques de regions australs, com la Grindelia chiloensis de belles inflorescències grogues.
Entre la flora exòtica difosa a la zona es pot esmentar als cards, el llicsó i la flor habitada. A la zona propera a la ruta resulta preocupant la recent proliferació del pi blanc, el qual -de no controlar-se- tendirà a canviar el paisatge original. També existeix al parc una espècie pertanyent a les orquídies, identificada com Brachystele dilatata, que forma petits grups en codolars i prats, fins i tot en els cims dels turons.
A més solen ser abundants la flor reina en les vores de rierols, i els «quebradillos» Acanthosyris spinescens, que creixen al costat dels camins a l'oest del cordó muntanyenc, de fruits en forma de boletes negre-blavenques molt utilitzats per a l'elaboració de begudes alcohòliques. La barba de chivo o lleganya de gos, sol créixer a la vora de rierols i en els terraplens del ferrocarril proper al parc; aquesta floreix a l'estiu i tardor. També hi ha flors de Saint Lucia, arvejillas, abundants quantitats de trifurcias i les ortigues mascle o amor sec, de fruits apegalosos i urticants, que s'obren en espiral quan maduren.
Les chauras són una espècie rara, que creix en el cim del turó Cura-Malal Grande; de fins a 2 m d'altura, floreix a la primavera i els seus fruits són comestibles. La Macrosiphonia petraea, freqüent en les parts baixes i insolades de les serres, sol florir al capvespre. Les petúnies silvestres, de flors perfumades, i Habranthus tubispathus floreixen a l'estiu, després de les pluges. Senecio pulcher, de flors molt cridaneres, es desenvolupa a les valls negades del parc. Les margarides punzó (Glandularia peruviana) i Eupatorium macrocephalum creixen al llarg de rierols. Agalinis genistifolia creix a l'est en els vessants ombrejats, juntament amb una altra espècie similar, de flors d'igual color però més petites. La Geoblasta pennicillata creix en els pedregars i imita amb el seu label a un insecte com a mecanisme de pol·linització. També és freqüent veure enfilades en arbres i filferros del parc la pasionaria Mburucuyá, els fruits de la qual s'empren en la confecció de dolços, i són una font d'aliments per a moltes espècies d'aus.

### Fauna

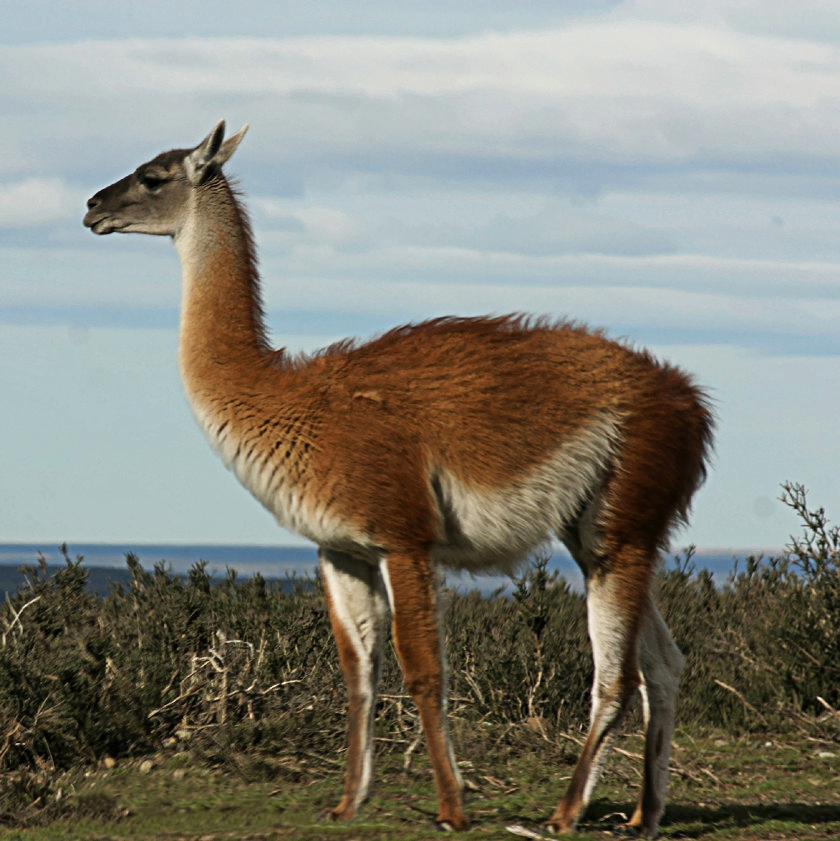
Guanac

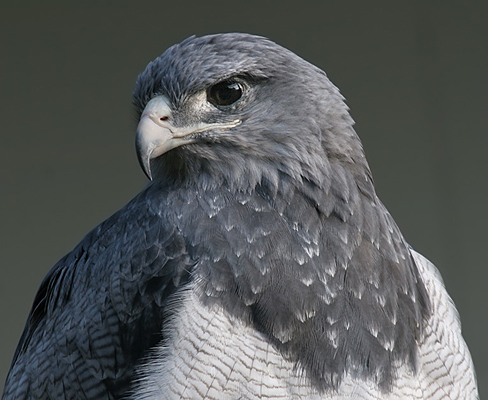
Àguila pitnegra

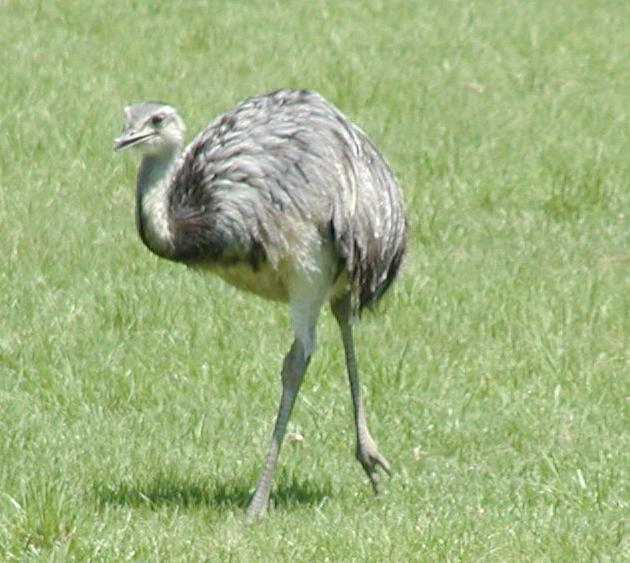
Nyandú

La fauna autòctona inclou mamífers com a guanacs, espècie que en el passat va poblar en gran nombre la regió. En l'actualitat, el Parc Provincial Ernesto Tornquist és el refugi de l'últim estol de guanacs (Lama guanicoe) salvatges en tot el territori de la província de Buenos Aires. A més es troben guineus, mofetes de la Patagònia, armadillos peluts grossos, armadillos de nou bandes i vizcachas.
A més, van ser introduïts a la zona cavalls cimarrons, cérvols i cabres. En els rius hi ha truites, que s'han naturalitzat i avui dia també són espècie protegida.

#### Àrea d'Importància per a la Conservació de les Aus (AICA)
Dins del grup de les aus es troben: perdius, becs de plata, diversos tipus de tords, mussolets de les vizcacheras i rapinyaires com falconets, mussols i àguiles pitnegres. També hi ha aus carronyeres com caracarans crestats meridionals i caracarans ximangos. El Parc Provincial Ernesto Tornquist ha estat designat com un Àrea d'Importància per a la Conservació de les Aus (AICA) gràcies a la concentració elevada d'espècies endèmiques i a la gran diversitat vegetal que les sustenta.
Entre els pasturatges de Paspalum quadrifarium i gineris, que predominen en els marges dels rierols i a les zones baixes, s'han registrat unes 125 espècies d'aus que resulten allí comunes i altres 84 espècies rares o ocasionals.
Entre les espècies d'aus denominades com "obligades de pasturatge", (que només nien en aquest hàbitat, i particularment en els pasturatges coneguts com a "flechillar") es troben Ammodramus humeralis, Cistothorus platensis i Anthus correndera. Altres espècies amenaçades, associades a aquests pasturatges, inclouen a Rhea americana conegut com a ñandú i Sturnella defilippii o loica pampeana. Les serres alberguen també poblacions de canasteros pàl·lids (Asthenes modesta), gauchos serrans (Agriornis montana), piquitodeoro comú (Catamenia analis) i caderneres australs (Sicalis lebruni), que són espècies pràcticament absents o rares en altres ambients fos del sector serrà de la regió pampeana.
Entre les espècies més abundants que prefereixen niar en sectors d'herbassar es troben Hymenops perspicillatus, Sicalis luteola, Embernagra platensis i Pseudoleistes virescens. Les espècies freqüents que nien en àrees de flechillar són Nothura maculosa, Cistothorus platensis, Anthus correndera, Zonotrichia capensis i Ammodramus humeralis. Es destaca Sicalis luteola, que té la versatilitat de niar en tots dos ambients (de flechillar i d'herbassar). També és molt popular el tord comú que sol usar els nius d'altres espècies menys abundants com Zonotrichia capensis, Pseudoleistes virescens i Sturnella loyca.

## Geologia

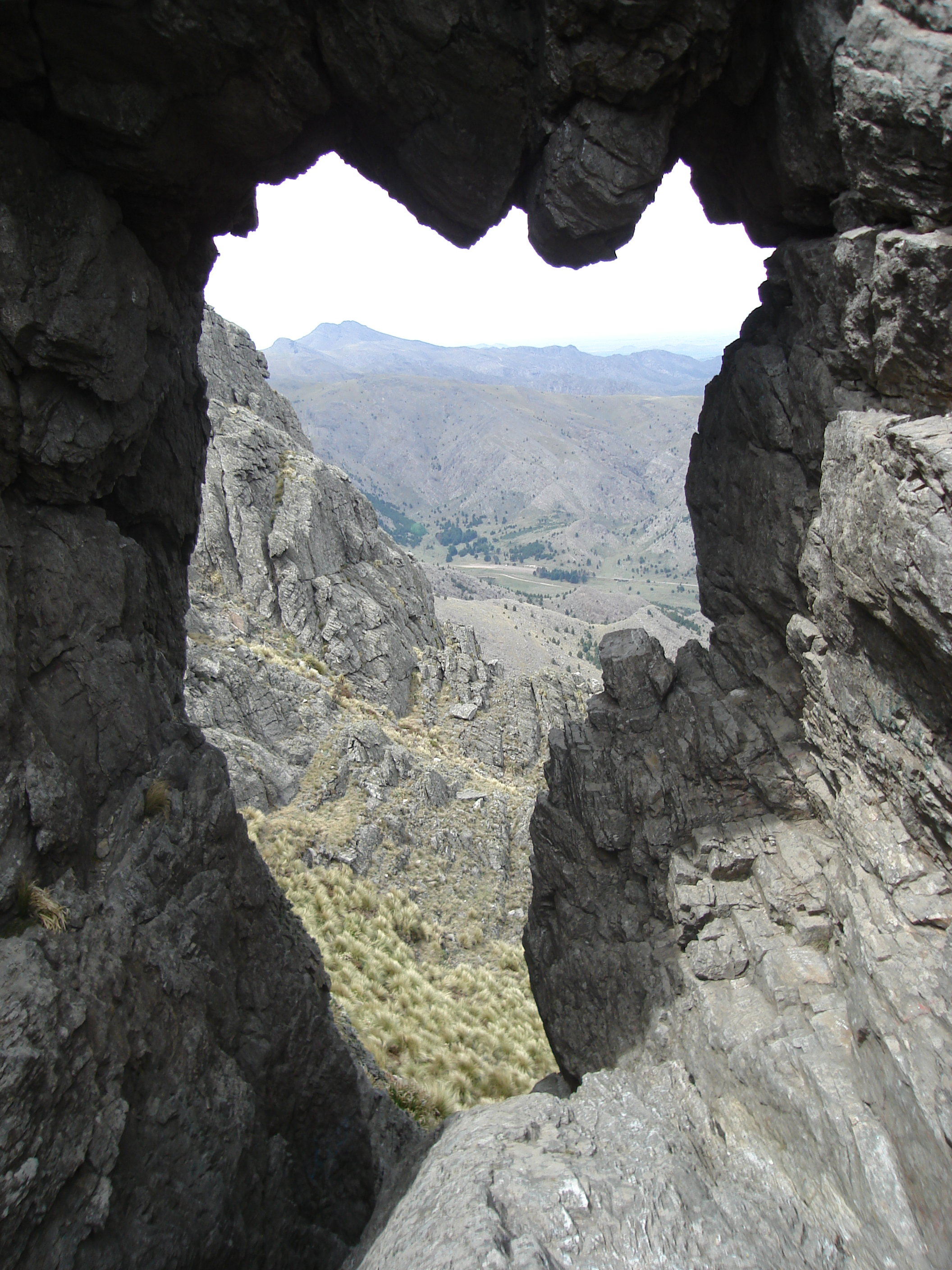
Vista del Buit del Turó de la Ventana.

El Parc està enclavat a la zona central del Sistema de Ventània, el qual està format per una complexa estructura de plegaments. Representa un exemple geològic destacable a nivell mundial, ja que és un dels sistemes més antics del món, amb edats que van dels 280 als 500 milions d'anys. Mostren a través dels seus plecs la força amb la qual es va elevar aquest cordó fa aproximadament 260 milions d'anys.
En la seva major part està constituït per roques quarsítiques originades pel treball constant de l'oceà, que ocupava aquesta regió durant l'era primària o paleozoica. L'orogènia de les serres es va produir en l'Era Mesozoica i en l'Era Cenozoica o Era Terciària; els forts moviments tectònics que van afectar el planeta van produir en aquestes serres una important destrucció, que juntament amb els efectes erosius van llaurar una morfologia caracteritzada pels forts pendents, collades transversals a l'elongació de les serres i turons les roques dels quals es veuen totalment partides i fracturades. Són serres d'idèntiques característiques a les del Sud d'Àfrica i Austràlia.
En aquest antic sistema s'han trobat fòssils i petjades d'animals anteriors als dinosaures, i tota la zona està regada de vestigis de la fauna marina conformada per motlles de valves de petxines, entre altres espècies, pertanyents al paleozoic mitjà, d'uns 400 milions d'anys d'antiguitat. En aquest paisatge el parc ofereix sectors verges amb fòssils del Devonià inferior entre parets de roques plegades.

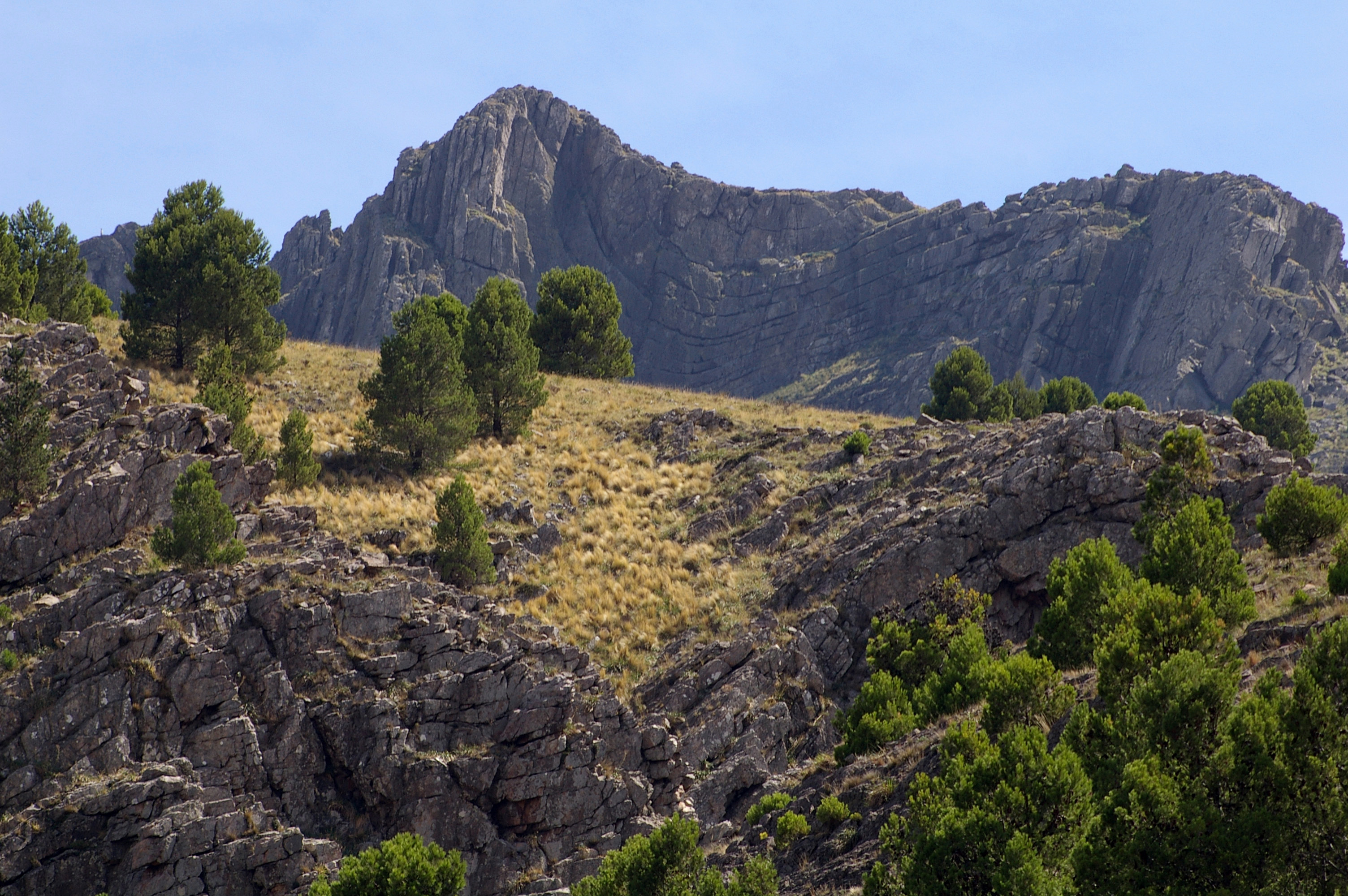
A la part superior de la fotografia els veuen els potents plecs estratificats d'un puig de la serralada.

Els cims més alts de les serres del Sistema de Ventània són: el Cerro Tres Picos, de 1 239 msnm; el Cerro Destierro Primero, de 1.172 msnm; i el Cerro Ventana, de 1.134 msnm.

## Ecologia
L'Administració de Parcs Nacionals està controlant i estudiant la proliferació de plantes i animals exòtics, és un dels problemes més greus que afecten a l'àrea. No obstant això, a causa de la gran transformació del pasturatge pampeà per la mà de l'home, moltes espècies del lloc es van extingir i unes altres corren perill que els succeeixi el mateix. Les espècies exòtiques, punt de la flora com la fauna introduïdes — en la seva majoria europees, com a cavalls, pins, xiprers, cérvols, senglars i truites — que en altres ecosistemes poden ser beneficioses, aquí han de ser controlats per evitar danys a l'ecosistema natiu. D'altra banda, la transformació accelerada dels pasturatges naturals en terres destinades a activitats agrícoles i ramaderes de la regió afecta de manera particular a les aus de pasturatge, la reproducció de les quals depèn de forma estricta d'aquests ambients. D'altra banda, l'ús intensiu d'agroquímics en els camps del voltant del parc han produït la contaminació de la conca alta del riu Sauce Grande, el naixement del qual es troba dins del parc mateix.
Entre els casos més importants es destaca l'espècie Senecio madagascariensis, coneguda com a Seneci Groc, una mala herba tòxica perenne, que prové d'Àfrica del Sud; però que s'ha difós àmpliament a la zona bonaerense, nord-est argentí i la regió de Cuyo. En particular al parc ha produït una reculada de la flora autòctona i posa en risc la subsistència d'algunes espècies que competeixen pel seu hàbitat similar.
Un altre cas d'invasió botànica no menys greu la produeix el pi bord o Pinus halepensis, que va ser portat a la regió en petits grups sobre la faldilla del Turó Ventana, i després de diversos incendis es van activar les seves llavors i es van disseminar gràcies als forts vents de la regió, formant en pocs anys enormes boscos naturals però exòtics. És un pi molt adaptable amb alta capacitat reproductiva en àrees muntanyenques, provinent d'Europa, que redueix la riquesa i diversitat de les plantes natives, desplaçant les plantes endèmiques i afavorint la colonització d'altres espècies exòtiques particularment a l'àrea de Serra de la Ventana. Com a causa d'això resten espai d'hàbitat natural per a les diferents espècies d'aus del pasturatge pampeà i promouen l'avanç d'aus oportunistes d'altres regions del país. Per al seu control, diferents entitats com l'Administració de Parcs Nacionals, universitats i ens provincials realitzen un control mecànic (Botànica) d'aquests boscos.
En realitat, la vegetació original de la pampa ha estat modificant-se gradualment a partir del segle xvi, i el Parc Provincial Ernesto Tornquist és un dels últims llocs que protegeixen l'aspecte original de la regió pampeana abans de l'arribada dels europeus; així i tot, avui dia és difícil trobar sectors que no estiguin alterats com a resposta directa o indirecta a les activitats humanes.

### Jardí Botànic Pillahuincó
Un dels mampreses ecològiques més destacables que es realitzen dins de l'àrea del parc és el Jardí Botànic Pillahuincó (JBP), que és administrat per la Universitat Nacional del Sud i la Direcció d'Àrees Protegides de la Província de Buenos Aires; promou la recerca dels requeriments necessaris per al cultiu de plantes natives del sistema de Ventània com a part d'una estratègia de conservació i educació ambiental.
Aquest projecte va començar amb la construcció de l'aula-laboratori l'any 2002, i actualment és un jardí botànic on es conserven els pasturatges naturals de la Pampa de Buenos Aires, que alberga poblacions d'espècies de la fauna silvestre molt escasses en la resta de la zona, tal com guanacs, pumes i gats montesos, començant amb la recol·lecció de llavors, bulbs i esqueixos de plantes pròpies de les serres, continuant fins als nostres dies amb el suport del BGCI. El seu codi d'identificació internacional com a institució botànica és PILLA.
Actualment es desenvolupen tasques tendents a recuperar aquelles zones afectades per l'avanç d'espècies invasores a la zona (pins, ginestes o acàcies), sent una de les majors dificultats concienciar a la població de la zona o en general, a causa de l'escassa valoració pública dels ambients de pasturatge. S'observa que les persones associen l'avanç dels arbres com una situació positiva des del punt de vista paisatgístic i ambiental, i valora escassament la flora nativa i desconeix l'origen exòtic dels arbres que poblen les serres. Es busca potenciar a les plantes autòctones com a possibles plantes ornamentals (assajos de germinació i cultiu per esqueixos, divisió de mates i llavors), juntament amb el desenvolupament de llistes alternatives per reemplaçar espècies invasores per nadiues o exòtiques menys agressives per a usos forestals i ornamentals i compleix una funció de conservació, preservant les espècies amenaçades i en perill d'extinció.
D'altra banda exerceix una funció didàctica, sent en si mateix un centre d'aprenentatge, que brinda a les escoles una aula viva on aprendre sobre el medi ambient, les plantes i el seu cultiu. Representa també un lloc d'oci per a tota la comunitat on es brinda una educació sobre la naturalesa i manera de respectar-la, mitjançant les visites guiades. En el Jardí també es conrea una espècie que es troba en sever risc d'extinció, Senecio leucopeplus, de la qual solament es coneix un exemplar creixent en la naturalesa.

### Incendis
El pasturatge pampeà ha estat ecològicament afectat pels incendis naturals des d'abans de l'aparició de l'home a la zona, per tant gran part de la comunitat biològica està integrada per espècies adaptades als seus efectes. D'altra banda, és possible que les espècies no adaptades al foc i restringides a un sector determinat siguin extingides pels focs catastròfics que es donen per una suma de condicions. Entre elles, l'augment desproporcionat de prats de gramínies i la supressió dels incendis naturals durant dècades; que, sumat a les altes temperatures i els baixos nivells d'humitat, durant certs dies de l'estiu bonaerenc augmenten la probabilitat d'un incendi descontrolat d'alta intensitat.
Malgrat els esforços de conservació realitzats per biòlegs i guarda-parcs, la reserva es troba amenaçada per invasions d'espècies exòtiques i unes de les més importants són les del pi d'Alep i la ginesta. I justament aquestes espècies es troben molt ben adaptades al foc i han realitzat un notable avanç progressiu producte dels incendis.
Entre els incendis més importants dels últims anys es destaquen:

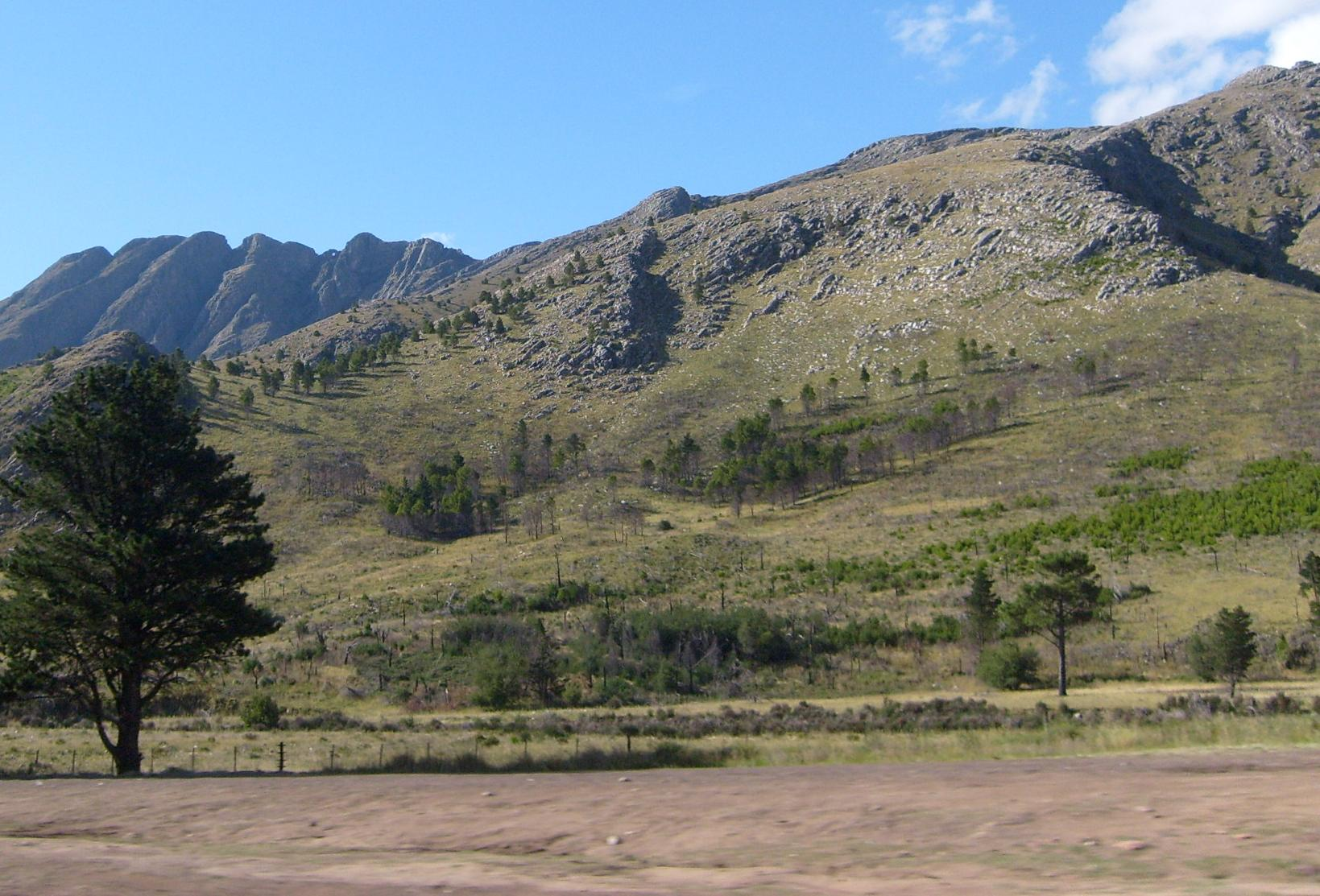
Proliferació de Pinus halepensis al peu del turó de la Ventana (Febrer de 2010).

- Incendi de gener de 1987: Va ser el pitjor incendi en la història de la regió serrana (encara que ja el de gener de 2014 sembla haver-ho superat en magnitud), amb la destrucció de més de 35 000 ha de camps i turons. L'incendi va començar probablement després de caure un llamp a la zona després d'una forta tempesta elèctrica.[29] Des del punt de vista ecològic aquest incendi va deslligar la reproducció de l'espècie forana pi d'Alep, originària de la regió mediterrània que va incrementar de manera exponencial la seva distribució dins del parc.[30] L'incendi va poder ser controlat gràcies a l'esforç desmesurat i la desesperació dels habitants del lloc i diverses dotacions de bombers de Bahia Blanca i altres localitats; però el dany ja estava fet. Sis mesos després va començar el lent procés de reforestació i es van plantar aproximadament 3 500 arbres, donats pel viver del Parc Provincial Ernesto Tornquist i per altres empreses privades de la zona. Entre les espècies repoblades es van plantar Eucalyptus, pins, xiprers, acàcies bordes i Fraxinus americana, entre altres taxons.[31]
- Incendi del 25 de febrer de 2003: Igual que d'altres, també va ser d'origen intencional per l'acció d'un piròman. Va començar en l'estada Funke, dins de la zona de l'Abra de la Ventana, i abans d'arribar a ser extingit va arrasar arbredes de diferents sectors del sistema serrà d'altura en la localitat turística de Vila Ventana. Dins del parc es van cremar unes 400 ha, moltes d'elles repoblades amb pins. En els vessants del Turó de la Ventana, de 1 146 metres d'altura, el foc es va mantenir en els sectors alts, per la qual cosa va ser difícil combatre'l. Molts d'aquests arbres cremats eren reposició dels que van ser consumits pel gran incendi de 1987 i eren considerades encara plantes joves.[32]
- Incendi de desembre de 2003: Va ser un incendi generat per vandalisme i va destruir 200 ha a la zona del Parc Torquinst.
- Incendi del 20 de gener de 2008: El diumenge 20 de gener de 2008 es va produir un dels incendis més importants, compost per tres focus en els voltants de la ruta provincial 76. Un d'aquests focus ignis va avançar en direcció al Parc Ernesto Tornquist, per la qual cosa els bombers i personal de la municipalitat local es van concentrar a combatre aquest focus.[33]
- Incendi de la primera setmana de gener de 2014 en gran manera va ser causa de la sequera i a les elevades temperatures provocades per l'ona de calor Argentina de desembre de 2013 així com a factors humans com la desaprensió i la negligència, oficialment es van declarar incendiades aproximadament 48.000 hectàrees a la zona de la Serra de la Ventana i els seus limítrofs així que aquest incendi sembla haver superat al de 1987.[34] De les 6800 ha de la Reserva 6200 van ser afectades per l'incendi.[35]

## Arqueologia
Arqueològicament el parc representa, dins del Sistema de Ventània, un recurs arqueològic de rellevància ja que en el mateix es troben llocs amb art rupestre sobre formacions rocoses superficials i en coves de poca profunditat on els nadius d'aquestes terres van realitzar diferents manifestacions artístiques d'important valor històric i antropològic. Aquestes pintures són similars per la seva geometria simple i el seu concepte abstracte a les quals s'han trobat en la resta de la Regió Patagona i a les províncies de Mendoza, Sant Luis i La Pampa.
Aquests jaciments arqueològics estan protegits, ja que per la seva condició de fragilitat han estat de vegades vandalitzats per turistes, perdent-se per sempre el llegat cultural dels pobles originaris que van habitar la regió. El fet que els mateixos se situïn dins de la reserva garanteix que aquests reservoris arqueològics siguin preservats per a les generacions futures.
El parc posseeix en diverses de les seves coves i balmes de roques importants representacions rupestres, que els arqueòlegs han datat amb més de 1500 anys d'antiguitat. De vint-i-set jaciments descoberts en el Sistema de Ventània, cinc es troben dins del parc:
- Ràfec Corpus Christi.
- Cova Parc Tornquist 1.
- Cova Parc Tornquist 2.
- Cova del Toro.
- Cova 2 Rierol Sant Pablo.

L'estudi d'aquestes pintures i d'altres objectes ubicats a la zona, com decorats en ceràmica, mantells de cuir, carabasses, plaques, destrals i adorns i les pintures en quillangos (ponchos tehuelches i mapuches), presenten un estil de greca.

## Activitats turístiques

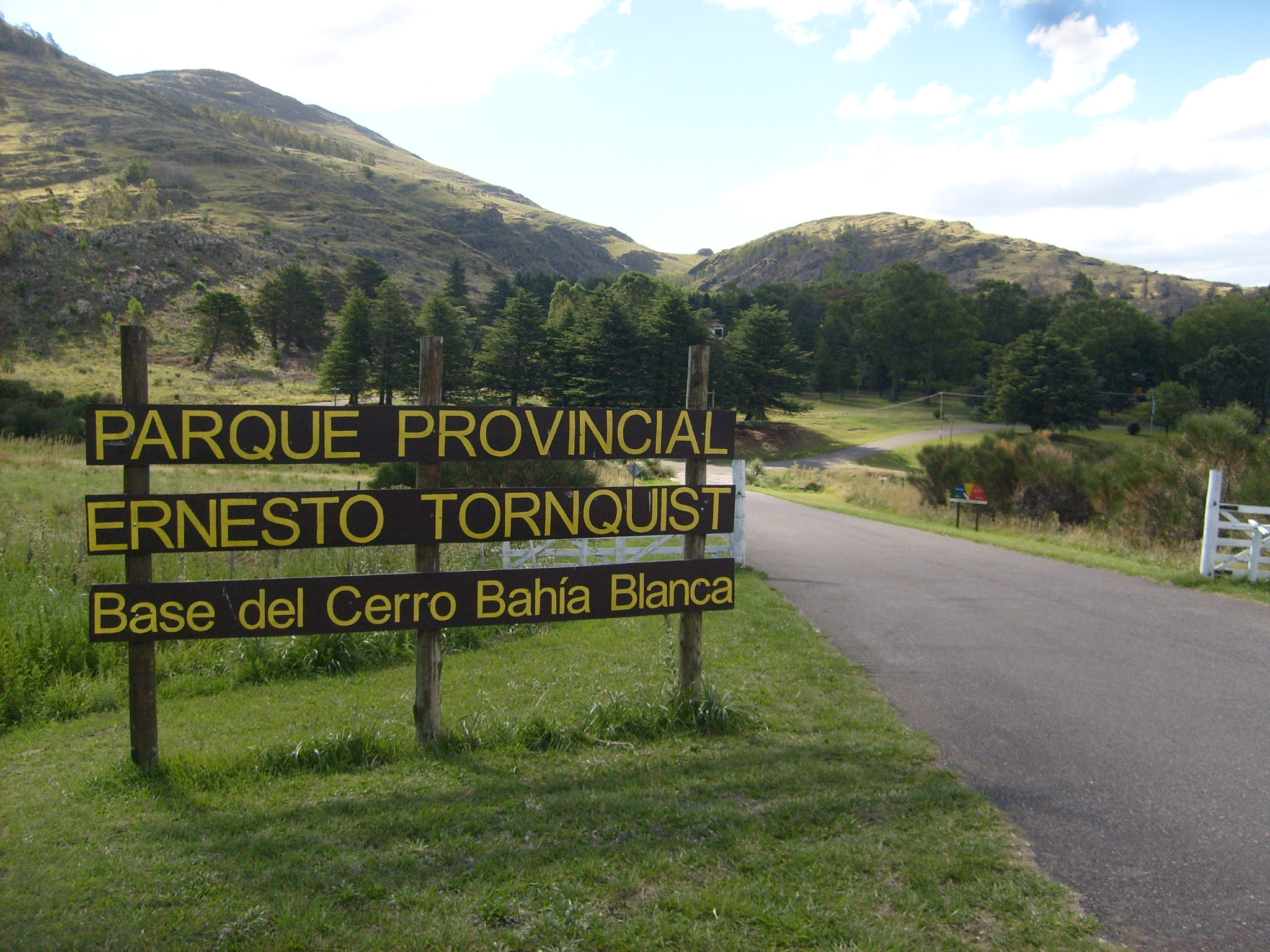
Accés a l'administració del parc al peu del turó Badia Blanca.

És possible realitzar un important nombre d'excursions diferents dins del Parc. L'activitat turística dins del mateix és administrada pel Ministeri de la Producció de la Província, àrea encarregada de preservar la naturalesa i els ecosistemes naturals amb la finalitat de mantenir el caràcter de la "illa ambiental" que singularitza a tota la regió del Sistema de Ventània. És per això que es troben vetades les activitats que alterin les condicions primitives o el nivell normal de l'equilibri ecològic de la zona.
L'1 de setembre de 2002 hi hagué una allau de neu que va arrossegar un grup d'estudiants universitaris en baixar el cim de Cerro Ventana. Nou d'ells van resultar morts.
El Parc Provincial Ernesto Tornquist posseeix dues entrades. La primera — que es troba sobre la Ruta Provincial 76 a sols 22 km de la localitat de Serra de la Ventana — posseeix una oficina d'informes i una sala on poden veure's exhibidors preparats amb elements que integren els diferents ambients identificats en aquestes serres. Aquest sector disposa d'àmplies àrees repoblades i parquitzades amb fogons i banys públics amb l'objecte que el turista pugui gaudir una jornada a l'aire lliure i en contacte amb la naturalesa. També és possible sol·licitar una mostra audiovisual a càrrec del guardaparcs, que informa sobre la importància d'aquest parc i el seu treball de protecció i conservació de les espècies autòctones i endèmiques que en ell es troben.
L'altre accés està a la base del Turó Ventana, on els guardaparcs i guies voluntaris són els encarregats d'informar i cobrar al visitant l'ingrés.
- Excursió al Hueco de la Ventana. Era un circuit autoguiat, de baix esforç, que permet ascendir en aproximadament cinc hores al cim del Turó Ventana, seguint un camí per als vianants amb deu estacions de descans indicades amb cartells. Permet al visitant anar coneixent els arbres conreats, els rierols serrans, la geologia regional, el pasturatge serrà i en el cim el "Buit de la Ventana" que és una estranya formació rocosa d'uns vuit metres d'alt per cinc metres d'ample. Actualment existeix una campanya que advoca perquè torni a ser autoguiat.
- Garganta del Diablo: caminada guiada de relativa dificultat d'unes cinc hores de durada, que parteix de la casella d'informes situada a la base del Turó de la Ventana i compta amb atractius per a aquells que agradin de les caminades i la geologia de les serres.
- Els Cims: circuit guiat de moderada dificultat que recorre el cim de la muntanya a la dreta del Turó Ventana i permet apreciar l'enorme precipici que obre la Garganta Olvidada.
- Garganta Olvidada: excursió de caràcter autoguiat de relativa facilitat que dura aproximadament hora i mitja[40] i recorre el llit del rierol en direcció al seu naixent al peu del Turó Ventana. Allí, en èpoques de pluges, pot trobar-se una caiguda d'aigua de més de cinc metres d'altura, i es troba l'únic lloc habilitat al parc per practicar escalades.
- Sendera al Turó Bahía Blanca: amb un recorregut d'una hora, implica un ascens d'esforç moderat fins a aconseguir el cim del turó a 739 msnm, el qual ofereix la millor vista panoràmica del lloc enfront del turó Ventana.[21]
- Cova del Toro: és una gruta natural d'uns 30 metres de profunditat. Per visitar-la cal realitzar un recorregut de 2 km amb una durada de 4 hores, des de la base del parc.[41]
- Fuente del Bautismo: és un gran pila natural d'uns dos metres de profunditat a la qual s'accedeix en una excursió autoguiada de dues hores de durada.
- Excursions nocturnes: aquesta nova proposta del parc, una de les primeres d'aquest tipus al país, consisteix en una caminada de dues hores de durada on els guies comparteixen amb el visitant els secrets de la nit serrana.
- Passeig a la reserva de pasturatges i la zona de coves: durant el mateix es passa per la Pedra de la Taula, el Ràfec de Corpus Christi (art rupestre) i la Pedra dels Mil Ressons entre altres llocs de nom suggestiu i paisatges agrests.
- Cova de los Helechos: és una gran cavitat natural coberta de falgueres típiques de la regió.

Aquests recorreguts es realitzen a peu, però la geografia de les serres ofereix també diverses rutes per faldes i valls aptes per a bicicleta tot terreny i cavalcades.